# Marx et la Poupée
Marx et la Poupée est un roman  autobiographique de Maryam Madjidi paru le 12 janvier 2017 aux éditions Le Nouvel Attila et lauréat du prix Goncourt du premier roman la même année.

## Historique du roman
Le roman reçoit le 3 mai 2017 le prix Goncourt du premier roman 2017 par sept voix contre une à Manuel Benguigui (Un collectionneur allemand), une à Blandine Rinkel (L'Abandon des prétentions) et une voix à Alexia Stresi (Looping),,.

## Résumé
Maryam Madjidi naît durant la période révolutionnaire en Iran en 1980. Dès sa période prénatale elle est bercée par les mouvements révolutionnaires iraniens. Ses parents, activistes communistes, conservent l'espoir d'un pays libre. Dès son plus jeune âge, Maryam se retrouve au cœur des mouvements contestataires. Utilisée comme messagère entre les rebelles, ses parents cachent des messages dans les couches de la petite fille. L'enfance de Maryam est chargée de traumatismes et de souffrances enfantines. Ses parents l'éduquent avec des préceptes communistes. Dans un pays qui se déchire Maryam essaye tant bien que mal de se conforter à leur valeurs. Très vite elle doit donner ses jouets aux enfants du quartiers sous l'injonction de ses parents. Cet épisode marque un des premiers traumatismes de son enfance. Les années passent et les révoltes ne tarissent pas. Petit à petit des proches de la familles disparaissent comme son oncle Saman arrêté puis emprisonné ou Abbâs, jeune homme proche de Maryam arrêté et fusillé en prison. Les parents de Maryam réalise petit à petit l'ampleur des évènements et leur foi dans le parti communiste vacille, jusqu'en 1986, où ils quittent le pays pour s'installer en France. Avant de partir ses parents décident d'enterrer leur livres communistes avec les jouets de Maryam. La petite fille vit cet évènement comme une nouvelle déchirure. Cet épisode marque le commencement de son exil auquel s'ajoute le traumatisme de son enfance. Maryam est alors âgée d'à peine 6 ans. Tout d'abord logés dans un 15 m2 rue Marx-Dormoy situé dans au 6e étage à Paris, elle doit ensuite s'intégrer dans un nouveaux pays, une nouvelle culture. Maryam vit très mal cette période et sa famille n'arrive pas à s'acclimater à ces nouvelles coutumes. Notamment sa mère, qui ressent le manque et la nostalgie de son pays, de sa famille et qui s'isole dans leur petit appartement parisien. Quant à Maryam durant la première année en France, elle fait des cauchemars et peint ses traumatismes sur du papier en essayant tant bien que mal de surmonter ses angoisses et son isolement. Sa mère l'emmène consulter un psychanalyste car elle s'inquiète de voir sa fille subir les conséquences de l'exil. Par la suite, une rencontre importante marque l'enfance de la petite Maryam. C'est la fille d'un couple de réfugiés iraniens, Shirin. Grâce à sa joie de vivre et sa présence réconfortante, Maryam parvient petit à petit à surmonter ses cauchemars toutefois sans faire disparaître ses traumatismes. La solitude de Maryam ne disparaît pas. Solitude d'un enfant en exil dans un pays totalement différent de celui d'origine. Cette solitude se traduit par un refus de jouer avec les autres enfants de son âge. Maryam préfère s'échapper et s'inventer ces propres histoires.
Durant son enfance passée en France la langue persane constitue une grosse partie du traumatisme de la famille de Maryam. Sa mère a honte de son accent persan et pousse Maryam à apprendre le français pour s'intégrer. Ainsi, lorsque Maryam commence l'école française elle se voit placée dans un classe spécialisée (CLIN) afin d'apprendre cette nouvelle langue. Elle décrit cette classe comme un lieu de paumés, exclus de la société: "ici ça sent la misère de l'exclusion, c'est comme une arrière cour". Elle vit très mal cette période car l'impression qu'on efface sa culture pour la remplacer par la culture française prédomine dans la tête de la petite fille. Elle décide alors de ne plus parler. Son mutisme est la représentation des traumatismes de son enfance et du changement de culture. Son enfance déchirer entre l'intégration; l'effacement de sa culture au profit d'une autre, étrangère et la préservation de cette même culture engendre cette dualité typique des enfants d'exilés.
Néanmoins, elle entreprend de son côté d'apprendre le français et de répéter les leçons apprises en classe. Et elle décide un jour de mettre fin à son mutisme et de parler Français. Elle refuse toutefois de parler la langue persane. Mais sa mère, qui vit mal son exil et qui se rattache à ses origines, la force à utiliser sa langue natale à la maison sous menace de plus répondre  lorsque sa fille lui parle Français. Maryam ne tient pas longtemps et continue à parler le persan toutefois en enfouissant ses origines.
L'adolescence de Maryam est bercée par la honte de ces parents à l'égard de ses amis. Honte de leur français maladroit et frustration à leur égard de leur incompétence à remplir les courriels administratifs et autres papiers importants. S'ajoute l'enfouissement de sa culture d'origine. Le persan n'a plus de place dans la vie de Maryam qui essaye de se construire son identité autour de sa double culture.
Le regard des autres sur sa culture affecte aussi la vie de Maryam. L'imaginaire de la femme persane, secrète et mystérieuse nourrit les esprits. Durant une partie de sa vie Maryam joue sur cette illusion. Pour certains elle est cette femme persane, pour d'autres elle est Française, pour d'autres encore elle n'est pas assez Française ou pas assez iranienne. Le regards des autres et l'image qu'ils se font de sa culture pèse tout au long de la vie de Maryam et elle-même n'accepte pas cette double culture.
Puis, survient la redécouverte de cette part d'elle-même, enfouit dans son être. Maryam replonge dans la culture persane, frénétiquement, elle cherche à se redécouvrir et à soigner les traumatismes de l'exil. Elle réapprend sa langue natale et en juillet 2003 retourne en Iran ou elle ne s'était pas rendue depuis 17 ans. Elle renoue avec ses origines et sa famille et décide de s'installer. Mais sa grand mère, dont elle très proche, lui fait comprendre qu'avec son éducation en France ça lui ai impossible. Elle finit donc par rentrer chez elle, puis voyage en Chine et s'installe à Istanbul. Elle termine enfin son périple sur sa terre d'exil, dans ce pays qu' elle a longtemps détester, la France, pays d'adoption pour une petite fille devenue adulte. Elle accepte ainsi sa double culture et continuer à garder des contacts avec sa terre natale et retourne voir sa famille en Iran.

## Caractéristiques littéraires
L'œuvre est autobiographique. Maryam Madjidi décrit sa propre histoire avec nostalgie et poésie. Son style littéraire lui vient de ses études et de la rédaction d'un mémoire de maîtrise en littérature comparée sur deux auteurs d'origines iraniennes : le poète Omar Khayyâm et le romancier Sadegh Hedayat.
Le livre est composé de courts chapitres décrivant des morceaux de sa vie: sur la nostalgie du pays, sur la douleur refoulée... Certaines phrases sont constituées de proses et de vers qui rappelle un poème ou un conte. Le titre Marx et la poupée fait lui-même penser à un conte. Il oppose le côté politique du roman avec le communisme de Marx et l'innocence de la poupée.
Le récit est constitué de bribes de souvenirs dispersés, déstructurés. Les lieux et les temporalités se confondent et renvoient au sentiment d'exil mais aussi à une sensation de légèreté et de voyage à travers le temps et l'espace.
Le livre est composé de plusieurs sections nommées "Première naissance, Deuxième naissance, Troisième naissance". Elles désignent l'évolution de Maryam à travers le temps.
L'auteure utilise aussi le fantastique exacerbant ainsi le côté poétique. En effet, lorsque la grand mère de Maryam qui vit en Iran fait des apparitions auprès de sa petite fille lors de son premier jours d'école en France, le lecteur se rend bien compte de l'imaginaire du roman.
Le livre entier est un mélange de points de vue et de styles littéraires. Maryam alterne entre une écriture impersonnel (quand elle est dans le ventre de sa mère par exemple), à un style narratif. Les points de vue changent : parfois le regard de la mère ou celui du père et souvent celui de la petite Maryam. Son regard sur le monde évolue au fur et mesure qu'elle grandit et le style d'écriture change avec.  

## Réception critique
À l'international, Marx et la Poupée est retenu dans la liste des douze romans étrangers de l'année 2018 pour le quotidien québécois Le Devoir.

## Éditions
- Le Nouvel Attila, coll. « Incipit », 2017  (ISBN 978-2371000438).
- Voir de près, coll. « 20 », 2017  (ISBN 978-2-901096-67-2).